# Clavaspis pedilanthi
Clavaspis pedilanthi är en insektsart som först beskrevs av Ferris 1921.  Clavaspis pedilanthi ingår i släktet Clavaspis och familjen pansarsköldlöss. Inga underarter finns listade i Catalogue of Life.